# Ricky Parent
Ricky Parent (Passaic, 5 settembre 1963 – 27 ottobre 2007) è stato un batterista statunitense.

## Biografia
Trascorre la sua infanzia tra il New Jersey e New York; inizia a suonare la batteria a soli 5 anni.
La sua effettiva carriera inizia nei War & Peace, progetto fondato nel 1990 dall'ex bassista dei Dokken Jeff Pilson.
Dopo sue numerose richieste, riesce ad entrare negli Enuff Z'Nuff nel 1994. Registrerà gli album a partire da Tweaked fino a ?.
Nel 2004 gli viene diagnosticato un tumore; proprio a causa della malattia è costretto a ritirarsi dalla scena musicale. Nel 2006 venne pubblicata una raccolta a cui parteciparono diversi artisti con l'intento di raccogliere fondi per aiutare il musicista, intitolando il disco Labour of Love - Ricky Parent Cancer Benefit project. Nel disco parteciparono diversi artisti come la christian metal band Liberty N'Justice, Trixter, Enuff Z'Nuff, Joe Becker, Jeff Pilson, Richie Sambora ed altri artisti.
Il 27 ottobre 2007 Ricky Parent muore all'età di 44 anni, dopo la lunga battaglia contro il cancro.

## Discografia

### Con gli Enuff Z'Nuff

#### Album studio
- Tweaked - 1995
- Peach Fuzz - 1996
- Seven - 1997
- Paraphernalia - 1999
- 10 - 2000
- Welcome to Blue Island - 2003
- ? - 2004

#### Live
- Live - 1998

#### Raccolte
- Favorites - 2004
- One More for the Road - 2005
- Greatest Hits - 2006

### Altri album
- War & Peace - Time Capsule (1993)
- Drama Queen Die - Drama Queen Die (2004)

### Tribute album
- Best of Both Worlds: A Tribute to Van Halen (2003)